# 雨层云
雨层云（拉丁語：Nimbostratus，符号：Ns），属于中云族。其学名合成自拉丁语的nimbus（“雨云”）和stratus（“层状的，层云”）。雨层云覆盖全天，云体厚而呈暗灰色，常伴随持续性的降雨，也叫“雨云”。
与高层云的不同之处，在于雨层云的云体更厚，无法透过雨层云看到日月的位置，云底形状不定。相比积雨云，雨层云不会带来雷暴等灾害,而會導致長時間的降雨或雪。雨层云高度一般为1,000m左右，另有小部分的云位于2,000~5,000m高处，
另外，積雨雲則易形成午後雷陣雨。